# ناو کلاس گلوری
کروزر کلاس گلوری (به انگلیسی: Gloire-class cruiser) یک کلاس از کشتی است که طول آن ۱۴۰ متر (۴۵۹ فوت ۴ اینچ) می‌باشد.